# Presa di Breda (1590)
L’assedio o meglio la cattura di Breda del 1590 fu uno scontro che si svolse il 4 marzo 1590 presso la città di Breda (attuali Paesi Bassi) nel corso della guerra degli ottant'anni.
Utilizzando un'intelligente tattica che rimandava a quella del cavallo di Troia, un piccolo gruppo di militari anglo-olandesi nascosti in una chiatta, entrò nella città di Breda e riuscì a conquistarla con perdite minime. Fu a quel punto che le forze di Maurizio d'Orange furono in grado di prendere le redini dell'offensiva.

## Antefatto
La città di Breda era posta alla confluenza dei fiumi Aa e Mark, nella provincia del Brabante, ed era la principale città della zona. Era ben fortificata ed era circondata da un fossato che derivava la propria acqua proprio dal fiume Mark. Breda si trovava sotto il controllo degli spagnoli dal 1581 con una guarnigione composta da 500 fanti e un centinaio di cavalieri, in gran parte spagnoli e soprattutto italiani della Sicilia. Eduardo Lanzavecchia, governatore di Breda e Geertruidenberg, era il supervisore delle fortificazioni di entrambe le città e sapeva che esse potevano divenire un facile bersaglio per gli attacchi del nemico se non adeguatamente rinforzate. All'inizio del 1590 si trovava a Geertruidenberg a controllare i lavori di costruzione delle difese locali e, in sua assenza, suo nipote Paolo svolgeva le funzioni di governatore di Breda in sua vece.

### La chiatta
Nel febbraio del 1590, un nobile proveniente da Cambrai, Charles de Heraugiere, agli ordini di Maurizio di Nassau, si portò a compiere una ricognizione a Breda. Travestito da pescatore sperava di entrare a Breda e studiarne le debolezze, la forza della guarnigione locale e le condizioni generali della città e dei suoi abitanti. Heraugiere entrò in contatto con Adriaen van Bergen, un mercante leale agli olandesi, che era solito portarsi a Breda per vendere della torba che era utilizzata come combustibile per le stufe durante il periodo invernale. Heraugiere si portò all'interno della città, nascosto all'interno della torba a bordo della barca, assieme ad un piccolo gruppo di soldati, per scoprire quanto facile fosse eludere le guardie che, per nulla insospettite dal carico, non controllarono nemmeno l'imbarcazione. Quando il gruppo fu nel cuore di Breda, non uscì allo scoperto ma, notata la somiglianza con il cavallo di Troia, pensò di riferire la sua idea a Maurizio di Nassau tornando con lo stesso sistema all'esterno della città.
Il progetto venne presentato a Maurizio di Nassau che diede la propria approvazione all'operazione. Il 25 febbraio Charles de Heraugiere venne incaricato dell'operazione sotto copertura con altri sessantotto picchieri olandesi ed inglesi. Il gruppo dovette attendere alla foce del fiume Mark l'arrivo della barca di van Bergen e si imbarcò coi capitani Logier, Fervet e col tenente Matthew Held. Maurizio di Nassau, Francis Vere ed il conte Filippo Ernesto di Hohenlohe-Langenburg con 800 olandesi e 600 inglesi oltre a 300 cavalieri giunse a Willemstad, a trenta chilometri da Breda, dove avrebbero dovuto attendere il segnale di Heraugiere per proseguire se tutto fosse andato correttamente.
Il 26 febbraio, Heraugiere ed i suoi uomini si imbarcarono sulla chiatta di van Bergen ma questi era troppo malato per compiere l'impresa e per questo inviò i suoi due nipoti a dirigere l'imbarcazione. Dal fiume Mark in direzione di Breda, il ghiaccio sull'acqua ed il freddo dell'inverno rendevano difficoltosa la navigazione che ritardò quindi il viaggio di alcuni giorni. Il gruppo raggiunse quindi Breda e la mattina presto erano già al cancello principale della città.

## L'assalto

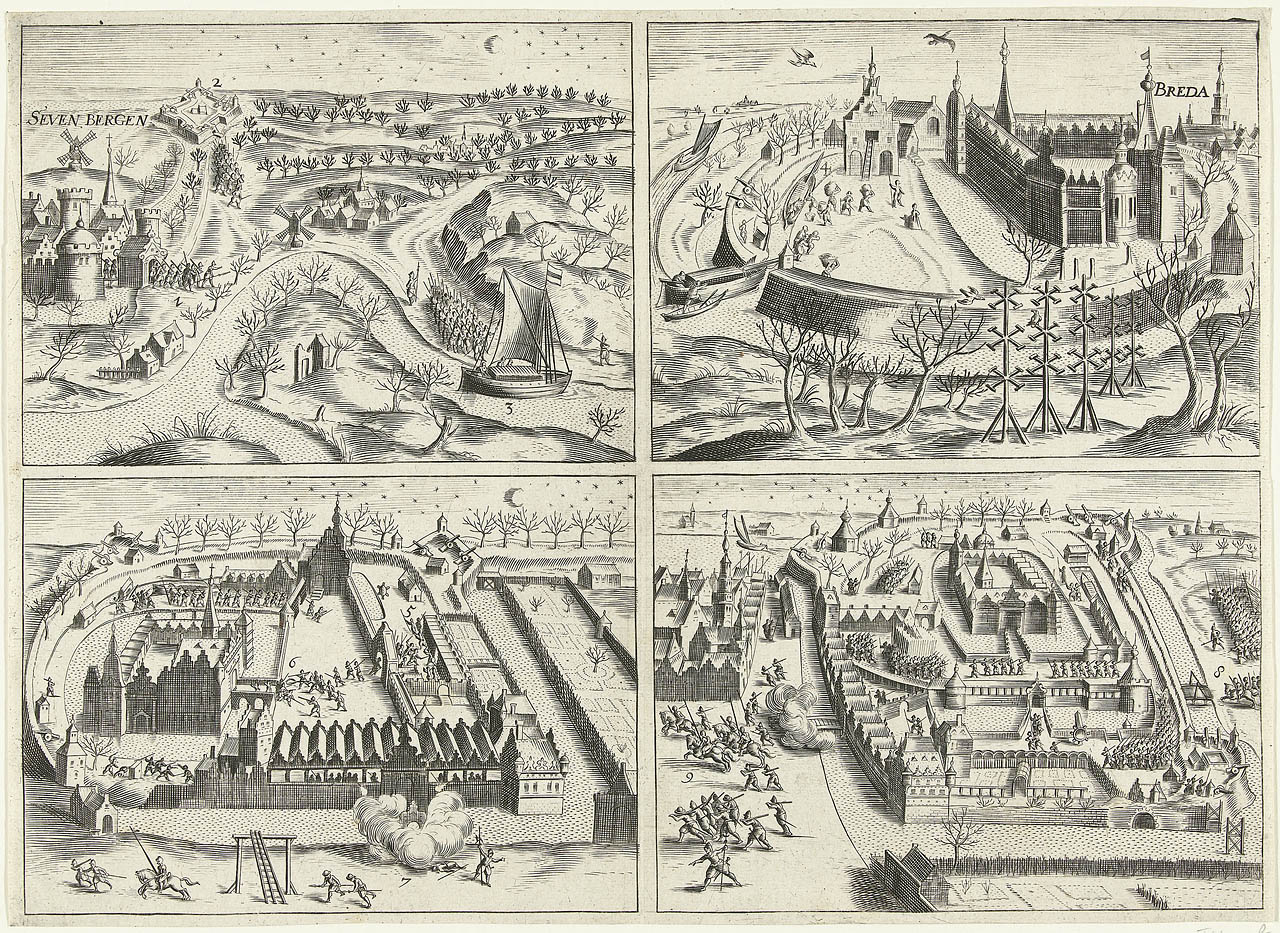
La presa di Breda nel 1590 in quattro scene. Stampa di Bartholomeus Dolendo

Nascosti sotto una pila di torba, il gruppo di soldati anglo-olandesi fu in grado di penetrare nella città senza che nessuno si accorgesse come previsto. Heraugiere diede il segnale convenuto a Maurizio di Nassau che quindi iniziò la sua marcia verso la città senza esitazioni.
All'alba di domenica 4 marzo, gli attaccanti lasciarono il loro rifugio a bordo della barca e si divisero in due gruppi: Heraugiere attaccò il posto di guardia, mentre Fervet tentò di prendere il controllo dell'arsenale del forte. In un'azione fulminea, gli anglo-olandesi colsero di sorpresa la guarnigione della città e gli attaccanti uccisero quaranta difensori senza perdere un solo uomo. Tra gli spagnoli e gli italiani si scatenò un panico disordinato. Prima del sorgere del sole, il conte di Hohenlohe giunse alle porte di Breda con la cavalleria olandese e dopo di lui giunse sul posto Maurizio di Nassau col grosso dell'esercito; il conte di Solms e Francis Vere si trovavano con loro. Gli uomini di Heraugiere avevano già preso il controllo di gran parte della città.

## La resa
Con la guarnigione di Breda completamente circondata ed in totale confusione, Paolo Lanzavecchia negoziò con gli attaccanti le condizioni per la resa della città; i termini furono i seguenti:
- La città non sarebbe stata saccheggiata in cambio del pagamento di due mesi di paga anticipata a ciascun soldato partecipante all'attacco (circa 100 000 fiorini).
- I cittadini che fossero stati desiderosi di lasciare la città avrebbero dovuto essere rispettati nella loro volontà.
- Quanti avessero voluto rimanere non sarebbero stati molestati.[5][6]

## Conseguenze

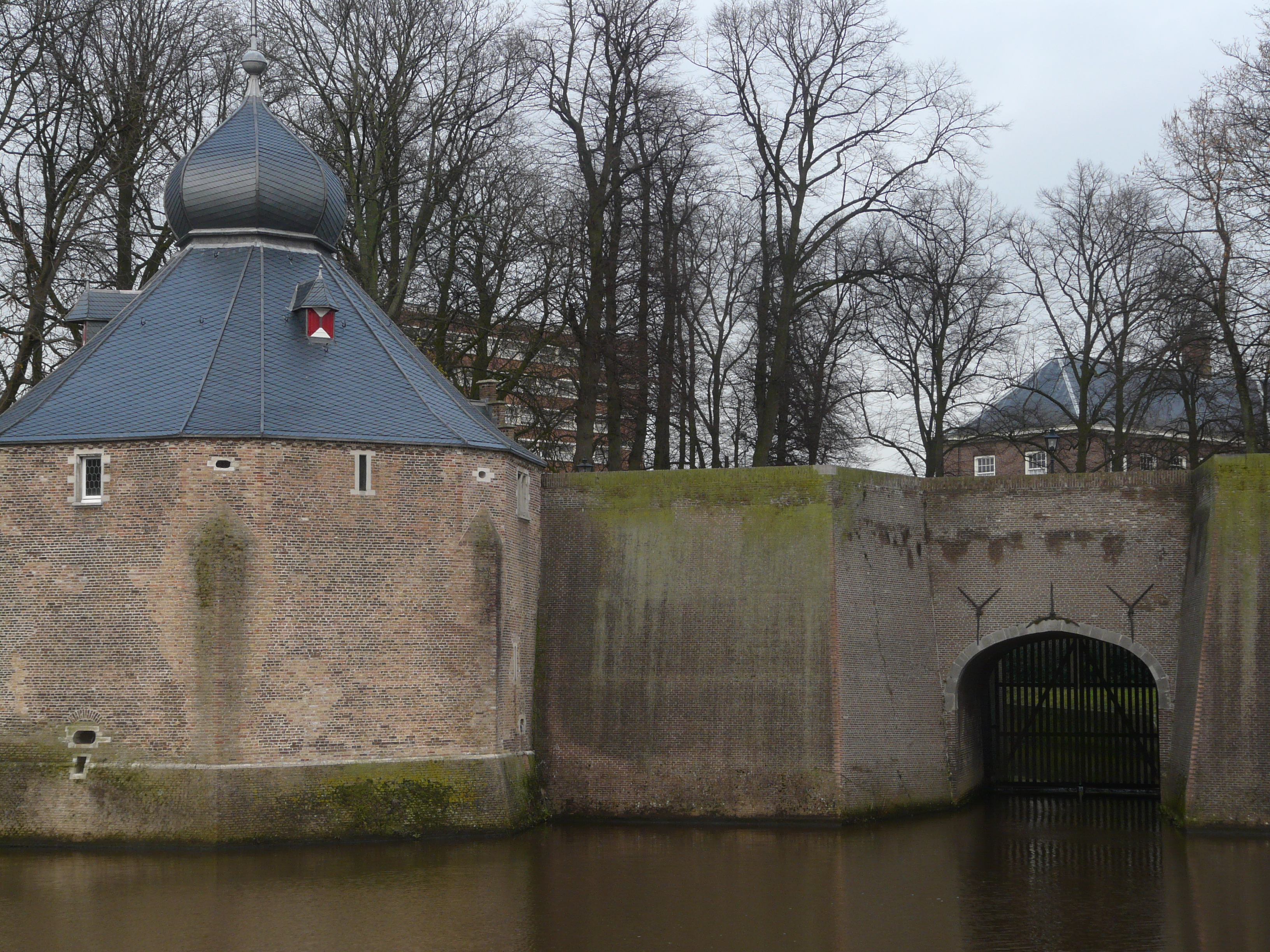
Il cancello spagnolo di Breda oggi

La presa di Breda da parte delle truppe olandesi ed inglesi, una città che agli occhi degli spagnoli era giudicata come sicurissima, fu un durissimo colpo per le autorità spagnole. Alessandro Farnese se la prese con le truppe italiane incaricate della difesa della città, ordinando che i tre capitani responsabili della guarnigione di Breda fossero giustiziati e che un quarto ufficiale fosse espulso dall'esercito. Infine Eduardo Lanzavecchia venne privato della propria posizione di governatore di Geertruidenberg.
Il grandioso successo nella cattura di Breda quasi senza perdite da parte degli olandesi venne largamente celebrato nei Paesi Bassi. Dopo anni di strategia per battere gli spagnoli sul campo, gli anglo-olandesi li avevano giocati con l'astuzia. Il valore strategico della città inoltre portò a delle celebrazioni patriottiche ed alla coniazione di diverse monete commemorative.
Con la presa di Breda, Maurizio di Nassau utilizzò la città come base per una serie di operazioni militari che portarono poi alla conquista di Elshout, di Fort Crèvecoeur presso 's-Hertogenbosch, di Steenbergen, di Roosendaal, di Oosterhout e altre città.
Charles de Heraugiere per la bravura e l'ardimento nell'operazione venne ricompensato con la nomina a governatore di Breda e venne premiato con una medaglia d'oro ed un vitalizio.

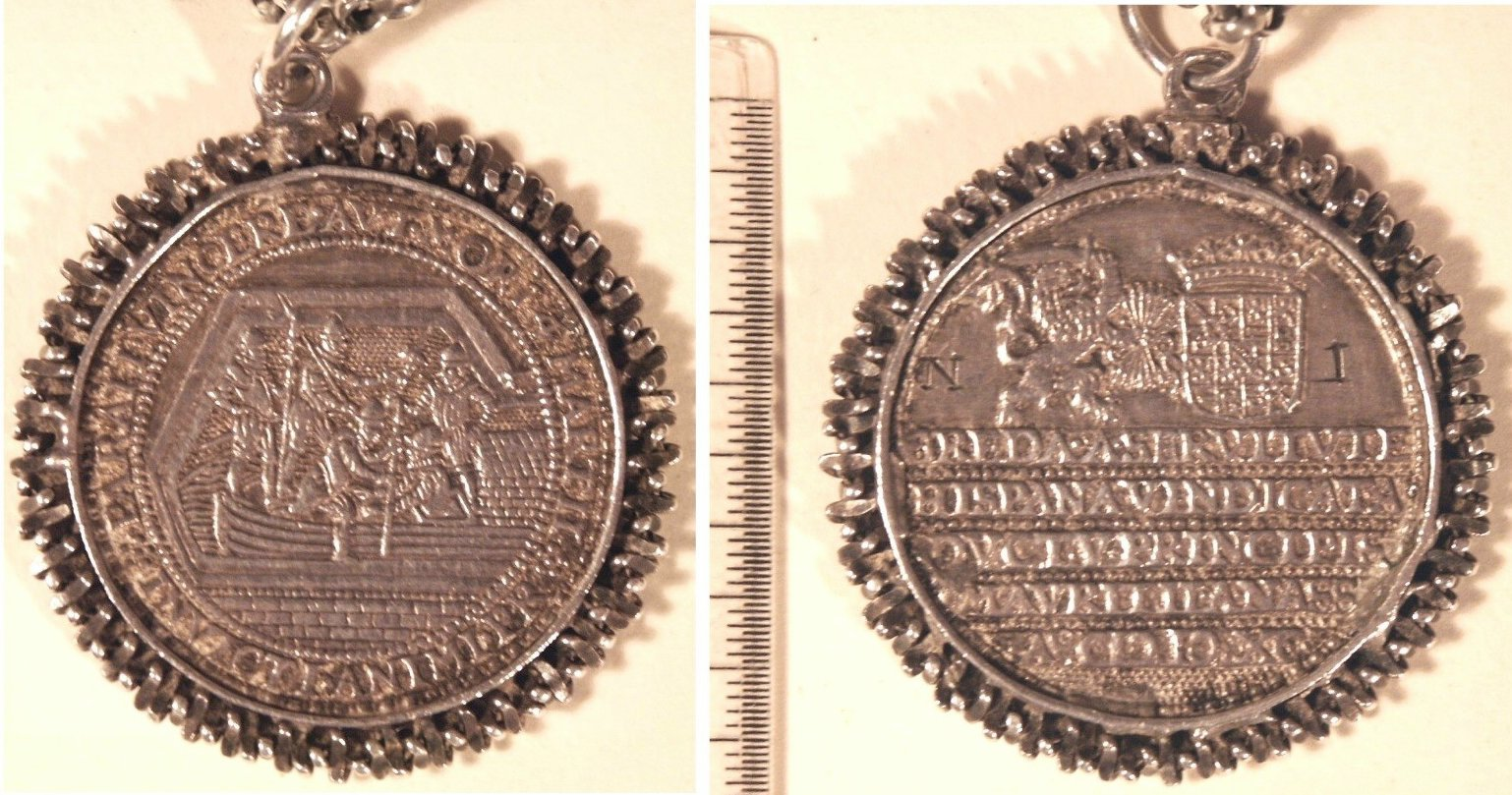
Moneta commemorativa della presa di Breda

Il conte di Mansfeld venne inviato per riprendere la città e costruì un forte presso la città di Terheyde col quale sperava di ridurre alla fame la città di Breda. Le forze anglo-olandesi capeggiate da Matthew Held ad ogni modo controllavano i principali punti attorno a Breda ed al primo tentativo di attacco andato a male, Mansfeld si ritirò.
La città rimase nelle mani degli olandesi sino al 1625, data alla quale i tercios spagnoli di Ambrogio Spinola furono in grado di riprenderla dopo un lungo assedio. Nel 1637 Breda, dopo un altro assedio, ritornò nelle mani degli olandesi per sempre.

### L'assedio oggi
Attorno al 1610 venne iniziata la costruzione del cosiddetto "Spandjaardsgat" (cancello spagnolo) come ricordo della presa di Breda del 1590. Il cancello aveva lo scopo di rifornire di acqua fresca il fossato della città.